# 100 Greatest African Americans
100 Greatest African Americans est le titre d'un dictionnaire alphabétique des 100 plus grandes figures afro-américaines établi par l'historien Molefi Kete Asante de l'université Temple en 2002.

## Établissement et contenus
100 Greatest African Americans est un dictionnaire ou une encyclopédie biographique publié en 2002 aux éditions Prometheus Books. La liste de ce dictionnaire encyclopédique diffère quelque peu de celle d'un ouvrage précédent The Black 100: A Ranking of the Most Influential African-Americans, Past and Present de Columbus Salley édité en 1993 chez Citadel Press et de la liste établie sur le site United States History. Duke Ellington et John Coltrane sont présents mais ni Louis Armstrong, ni Miles Davis, Toni Morrison est présente mais pas Derek Walcott, de même Colin Powell mais pas Condoleezza Rice, etc. Les critères de sélection sont différents.

### La liste des articles biographiques
1. Hank Aaron
2. Ira Aldridge
3. Muhammad Ali
4. Richard Allen (bishop)
5. Marian Anderson
6. Maya Angelou
7. Arthur Ashe
8. Crispus Attucks
9. James Baldwin
10. Benjamin Banneker
11. Amiri Baraka
12. Romare Bearden
13. Mary McLeod Bethune
14. Guion Bluford
15. Arna Bontemps
16. Edward W. Brooke
17. Gwendolyn Brooks
18. Blanche K. Bruce
19. Ralph Bunche
20. George Washington Carver
21. Shirley Chisholm
22. Kenneth B. Clark
23. John Henrik Clarke
24. John Coltrane
25. Bill Cosby
26. Alexander Crummell
27. Countee Cullen
28. Benjamin O. Davis, Jr.
29. Martin R. Delany
30. Frederick Douglass
31. Charles Drew
32. W. E. B. Du Bois
33. Paul Laurence Dunbar
34. Katherine Dunham
35. Duke Ellington
36. James Forten
37. John Hope Franklin
38. Henry Highland Garnet
39. Marcus Garvey
40. Prince Hall
41. Fannie Lou Hamer
42. Lorraine Hansberry
43. Dorothy Height
44. Matthew Henson
45. Charles Hamilton Houston
46. Langston Hughes
47. Zora Neale Hurston
48. Jesse Jackson
49. Mae Jemison
50. Jack Johnson
51. James Weldon Johnson
52. John H. Johnson
53. Percy Julian
54. Ernest Just
55. Maulana Karenga
56. Martin Luther King, Jr.
57. Edmonia Lewis
58. Alain Locke
59. Joe Louis
60. Thurgood Marshall
61. Benjamin E. Mays
62. Elijah McCoy
63. Claude McKay
64. Oscar Micheaux
65. Dorie Miller
66. Garrett Morgan
67. Toni Morrison
68. Elijah Muhammad
69. Jesse Owens
70. Rosa Parks
71. Adam Clayton Powell, Jr.
72. Colin Powell
73. A. Philip Randolph
74. Hiram Revels
75. Paul Robeson
76. Jackie Robinson
77. John Russwurm
78. Arturo Schomburg
79. Benjamin "Pop" Singleton
80. Mary Church Terrell
81. William Monroe Trotter
82. Sojourner Truth
83. Harriet Tubman
84. Kwame Ture
85. Henry McNeal Turner
86. Nat Turner
87. David Walker
88. Madame C. J. Walker
89. Booker T. Washington
90. Ida B. Wells-Barnett
91. Phillis Wheatley
92. Walter F. White
93. Roy Wilkins
94. Daniel Hale Williams
95. August Wilson
96. Oprah Winfrey
97. Tiger Woods
98. Carter G. Woodson
99. Richard Wright
100. Malcolm X